# Julio Antonio Mella
Julio Antonio Mella (ur. 25 marca 1903, zm. 10 stycznia 1929) – kubański polityk komunistyczny.
Brał udział w rewolucyjnym ruchu studenckim (studiował prawo na Uniwersytecie w Hawanie). W 1925 był jednym z założycieli Komunistycznej Partii Kuby. Był wielokrotnie aresztowany za działalność studencką i polityczną. Domagał się m.in. reformy nauczania, autonomii uniwersytetu oraz darmowej edukacji. Po objęciu władzy przez dyktatora Gerardo Machado zaangażował się w walkę z jego reżimem. W 1925 wyemigrował do Meksyku po tym, gdy został zmuszony do opuszczenia kraju. Przedtem został aresztowany pod zarzutem działalności terrorystycznej i usunięto go z uniwersytetu. Przygotowywał zbrojne wystąpienia skierowane przeciwko Gerardo Machado. Został skrytobójczo zamordowany w Meksyku, a okoliczności jego śmierci nie są do końca jasne. O jego śmierć obwiniani są zarówno agenci Machado, jak i uważa się, że padł ofiarą rozgrywek wewnętrznych w ramach ruchu komunistycznego.